# Stieńkino II
Stieńkino II (ros. Стенькино II) – towarowa stacja kolejowa w miejscowości Riazań, w obwodzie riazańskim, w Rosji. Obsługuje tereny przemysłowe Riazania.
Obecnie stacja jest ślepa, dawniej była jednak przelotowa i możliwy był dojazd do stacji Lesok.